# ホルム・麻植佳子
ホルム・麻植 佳子（ほるむ おえ けいこ ）は、日本の看護師、起業家。株式会社リゾートケアハウス蓼科代表取締役。

## 人物
大阪府出身。1972年に看護師免許取得。1973年にネパールへの医療ボランティアに参加。1976年よりスウェーデンに在住し、厚生省の看護師認定を受け、現地の病院で勤務。1983年に帰国し、看護専門学校に教員として勤務の傍ら、佛教大学通信教育課程文学部英文学科に入学し、卒業。その後、佛教大学大学院教育学研究科生涯教育専攻修士課程に進み、1996年に修了。博士号は大阪大学にて取得。国内外で看護・介護に関する教育や講演活動を行いながら、起業し老人ホーム等を運営。現在は長野県を拠点にしている。